# Il colore del crimine
Il colore del crimine (Freedomland) è un film del 2006 diretto da Joe Roth, ambientato in un quartiere popolare di una cittadina nera del New Jersey.

## Trama
Una donna, Brenda, attraversa una zona residenziale pubblica abitata prevalentemente da afroamericani ed entra in un pronto soccorso sotto shock e con le mani ferite e sanguinanti, affermando che la sua auto è stata rubata. Il poliziotto Lorenzo Council cerca di ottenere una dichiarazione da Brenda, che gli rivela che suo figlio, Cody, si trovava sul sedile posteriore del veicolo. La polizia inizia subito a cercare il bambino.
Il fratello di Brenda, Danny, anch'egli in polizia, invia un gran numero di agenti a cercare indizi nella struttura, portando i residenti a protestare. Lorenzo sospetta che Brenda gli stia nascondendo dei dettagli, ma lei insiste di aver detto la verità e fornisce un identikit dell'uomo responsabile del furto dell'auto. I colleghi caucasici di Danny arrestano un uomo che vive nella zona, in quanto ritengono che corrisponda al profilo, e Danny lo aggredisce fisicamente.
Lorenzo chiede aiuto a un gruppo di volontari per cercare Cody; Karen Collucci, la responsabile del gruppo, parla con Brenda; Karen, che ha perso il figlio anni addietro, convince Brenda ad ammettere che Cody è morto, facendosi condurre in un parco dove si trova il corpo del bambino.
Lorenzo nota che il cadavere è nascosto sotto un mucchio di rocce che Brenda non avrebbe potuto spostare da sola. Brenda rivela di aver avuto una relazione con un uomo di nome Billy, il quale viveva nel quartiere; ogni volta che lo andava a trovare, utilizzava una medicina per far addormentare il figlio, ma una notte lo aveva trovato morto, in quanto aveva bevuto l'intera bottiglia del medicinale. La polizia arresta Billy e scoppia una rivolta con i residenti, arrabbiati per le precedenti molestie. Brenda viene accusata di negligenza criminale, e Lorenzo promette di farle visita in carcere.